# Svetlana Pečërskaja
Svetlana Vladimirovna Pečërskaja nata Davydova (in russo Светлана Владимировна Печёрская (Давыдова)?; traslitterazione anglosassone Svetlana Petcherskaia (Davidova); Ekaterinburg, 14 novembre 1968) è un'ex biatleta russa.
Prima della dissoluzione dell'Unione Sovietica (1991), ha gareggiato per la nazionale sovietica; ai XVI Giochi olimpici invernali di Albertville 1992 ha fatto parte della squadra unificata.

## Biografia
Ottenne i primi risultati di rilievo in carriera in occasione dei Mondiali del 1989, dove vinse due ori e un bronzo. Nel 1991 conquistò la Coppa del Mondo generale e nella stagione seguente, alla prima apparizione olimpica femminile del biathlon, vinse l'argento nell'individuale.

## Palmarès

### Olimpiadi
- 1 medaglia:
  - 1 argento (individuale[1] a Albertville 1992)

### Mondiali
- 11 medaglie:
  - 7 ori (staffetta, gara a squadre a Feistritz 1989; individuale[1], staffetta, gara a squadre a Minsk/Oslo/Kontiolahti 1990; staffetta, gara a squadre a Lahti 1991)
  - 3 argenti (sprint[1] a Minsk/Oslo/Kontiolahti 1990; sprint[1] a Lahti 1991; gara a squadre a Novosibirsk 1992)
  - 1 bronzo (individuale[1] a Feistritz 1989)

### Coppa del Mondo
- Vincitrice della Coppa del Mondo nel 1991
- 5 podi (tutti individuali[2]), oltre a quelli conquistati in sede olimpica e iridata e validi anche ai fini della Coppa del Mondo:
  - 1 vittoria
  - 2 secondi posti
  - 2 terzi posti

#### Coppa del Mondo - vittorie
| Data            | Località   | Nazione  | Specialità |
| --------------- | ---------- | -------- | ---------- |
| 28 gennaio 1989 | Ruhpolding | Germania | SP         |

Legenda:

SP = sprint